# Metopochetus aitkeni
Metopochetus aitkeni är en tvåvingeart som beskrevs av Mcalpine 1998. Metopochetus aitkeni ingår i släktet Metopochetus och familjen skridflugor. Inga underarter finns listade i Catalogue of Life.